# Phyllidiella
Phyllidiella is een geslacht van weekdieren uit de klasse van de Gastropoda (slakken).

## Soorten
- Phyllidiella annulata (Gray, 1853)
- Phyllidiella backeljaui Dominguez, Quintas & Troncoso, 2007
- Phyllidiella cooraburrama Brunckhorst, 1993
- Phyllidiella granulata Brunckhorst, 1993
- Phyllidiella hageni Fahrner & Beck, 2000
- Phyllidiella lizae Brunckhorst, 1993
- Phyllidiella meandrina (Pruvot-Fol, 1957)
- Phyllidiella molaensis (Meyer, 1977)
- Phyllidiella nigra (van Hasselt, 1824)
- Phyllidiella pustulosa (Cuvier, 1804)
- Phyllidiella rosans (Bergh, 1873)
- Phyllidiella rudmani Brunckhorst, 1993
- Phyllidiella striata (Bergh, 1889)
- Phyllidiella zeylanica (Kelaart, 1859)